# Janez Praper
Janez Praper, slovenski politik, * 30. oktober 1949.
Med letoma 1997 in 2002 je bil član Državnega sveta Republike Slovenije.